# 伊東政吉
伊東 政吉（いとう まさきち、1922年9月30日 - 2021年10月2日）は、日本の経済学者、一橋大学名誉教授。日経・経済図書文化賞受賞。

## 略歴
神奈川県出身。横浜市立横浜商業専門学校（現横浜市立大学）塩野谷九十九ゼミ出身。東京商科大学（現一橋大学）卒、1950年一橋大学経済研究所アメリカ経済研究部門で、都留重人教授や小原敬士教授の下で助手に就任。1966年「アメリカの金融政策 その論争点の分析」で経済学博士（一橋大学)。一橋大学経済研究所教授を経て、1974-1976年一橋大学経済研究所所長、1986年定年退官、名誉教授、東京国際大学教授、成城大学教授を務めた。
1998年勲三等旭日中綬章受章。2021年10月2日、老衰のため東京都武蔵野市の病院で死去、99歳没。

## 人物
- 1966年『アメリカの金融政策』で日経・経済図書文化賞受賞。
- 指導学生に牧野裕など[7]。

## 著書
- 『アメリカの金融政策 その論争点の分析』岩波書店 1966
- 『アメリカの金融政策と制度改革』岩波書店 1985

### 共編
- 『アメリカの金融革命 歴史・制度・理論・政策』江口英一共編 有斐閣選書 1983

### 翻訳
- A.H.ハンセン『貨幣理論と財政政策』小原敬士共訳 有斐閣 1953
- アルヴィン・H.ハンセン『アメリカの経済』小原敬士共訳 東洋経済新報社 1959
- 『ガルブレイス著作集 1』大恐慌1929 50周年記念版』小原敬士共訳 ティビーエス・ブリタニカ 1980

## 論文
- <伊東政吉